# Wickede
Wickede est une commune de l'arrondissement de Soest, en Rhénanie-du-Nord-Westphalie (Allemagne). Elle est sur la Ruhr, à une vingtaine de kilomètres au sud de Hamm et 20 km au sud-ouest de Soest.